# 埃弗格林 (密蘇里州)
埃弗格林（英語：Evergreen）是位於美國密蘇里州拉克利德縣的村。

## 人口
根據2020年美國人口普查的數據，埃弗格林的面積為26.43平方千米，當中陸地面積為26.18平方千米，而水域面積為0.25平方千米。當地共有人口20人，而人口密度為每平方千米1人。